# Alsophis antillensis
Alsophis antillensis är en ormart som beskrevs av Schlegel 1837. Alsophis antillensis ingår i släktet Alsophis och familjen snokar.
Arten förekommer i Guadeloupe i Västindien. Honor lägger ägg.

## Underarter
Arten delas in i följande underarter:
- A. a. antillensis
- A. a. manselli
- A. a. sibonius

## Bildgalleri

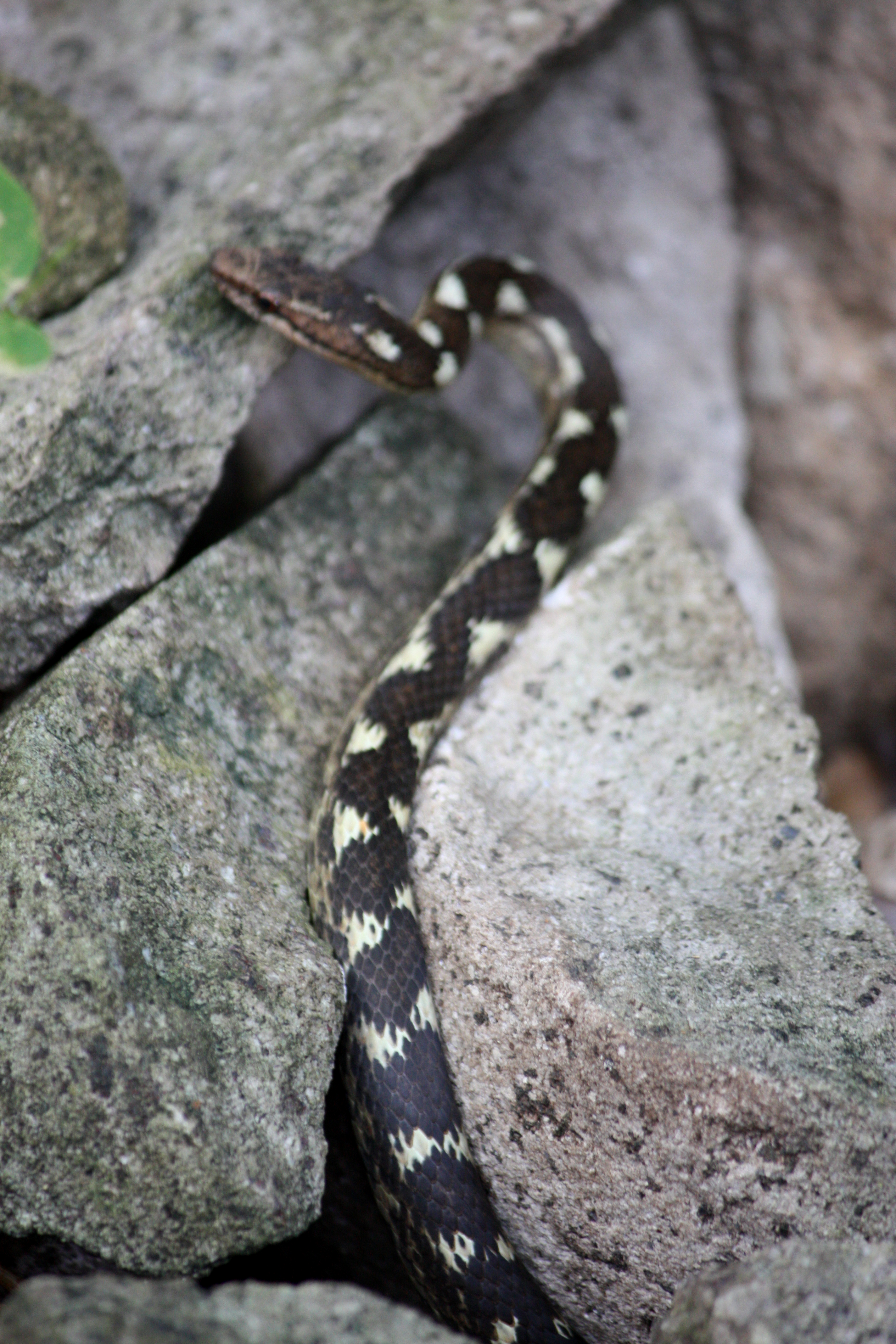
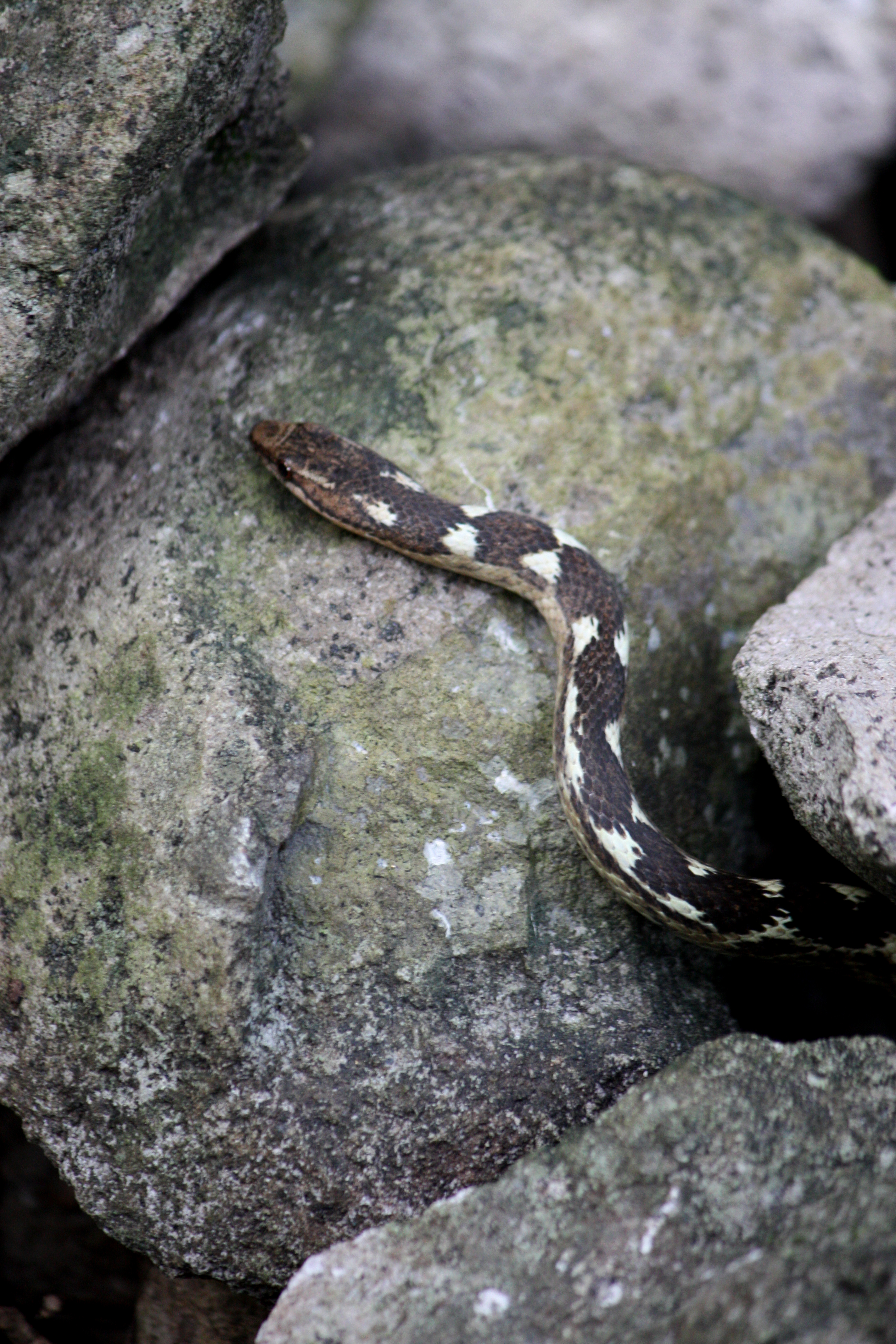
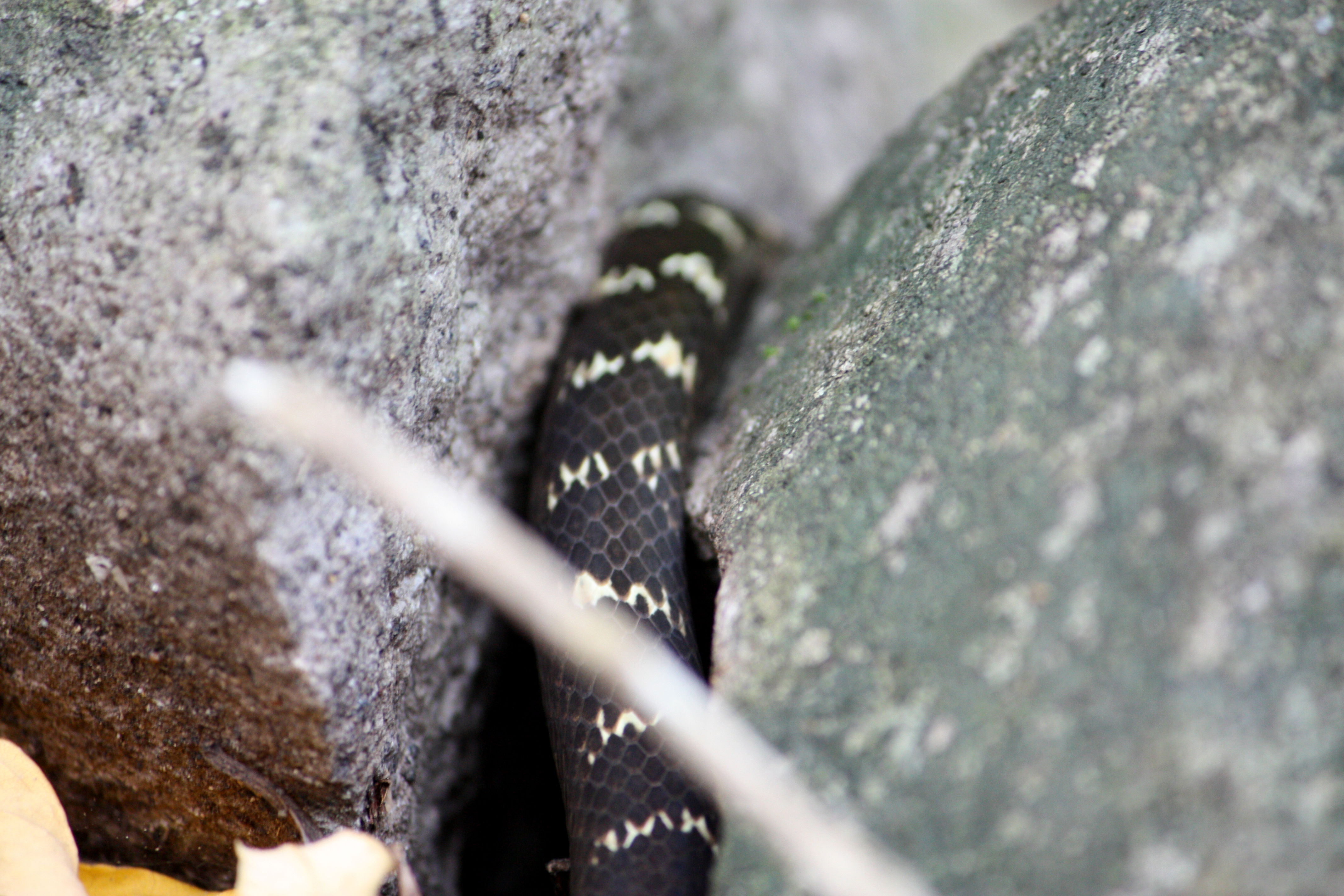
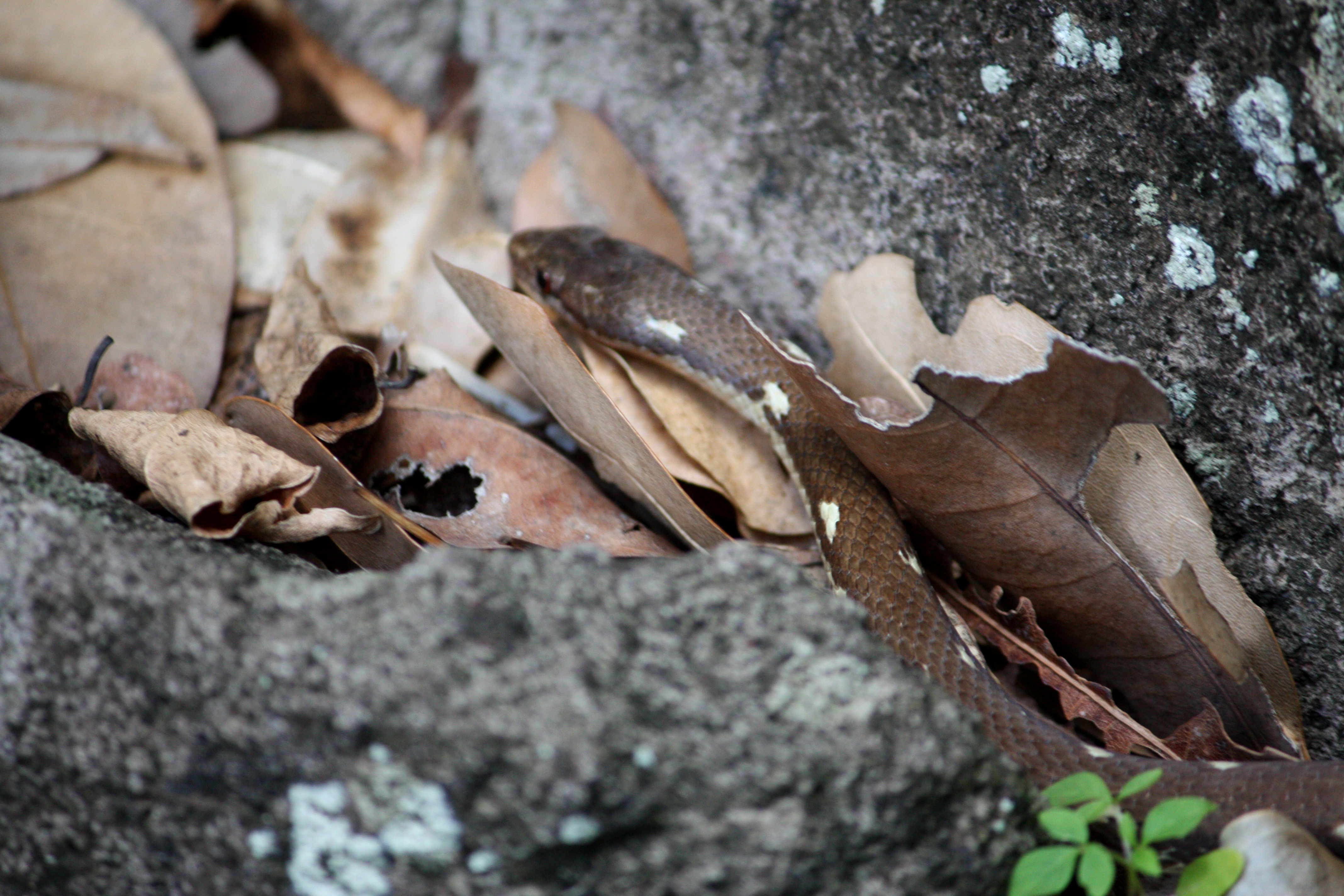
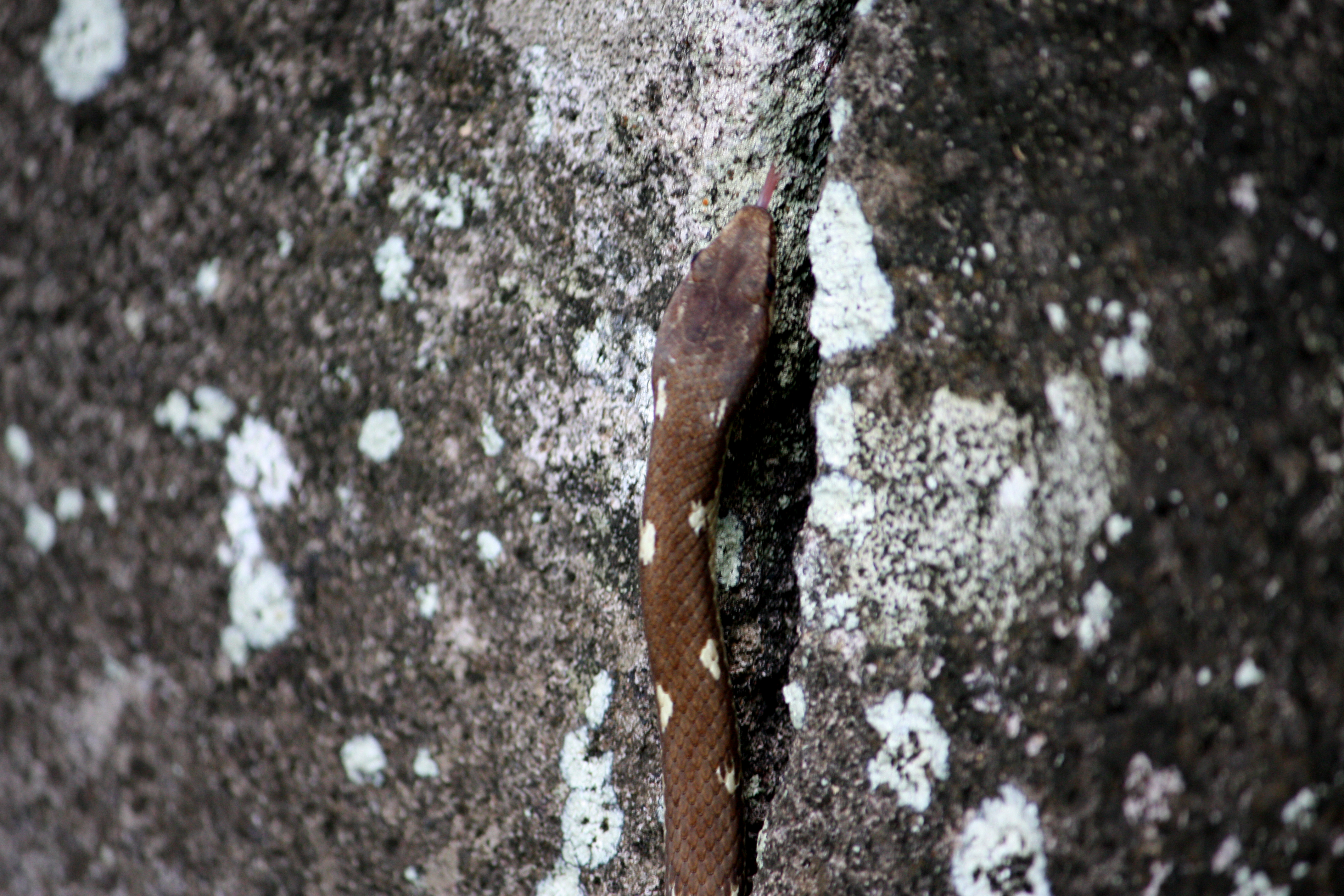
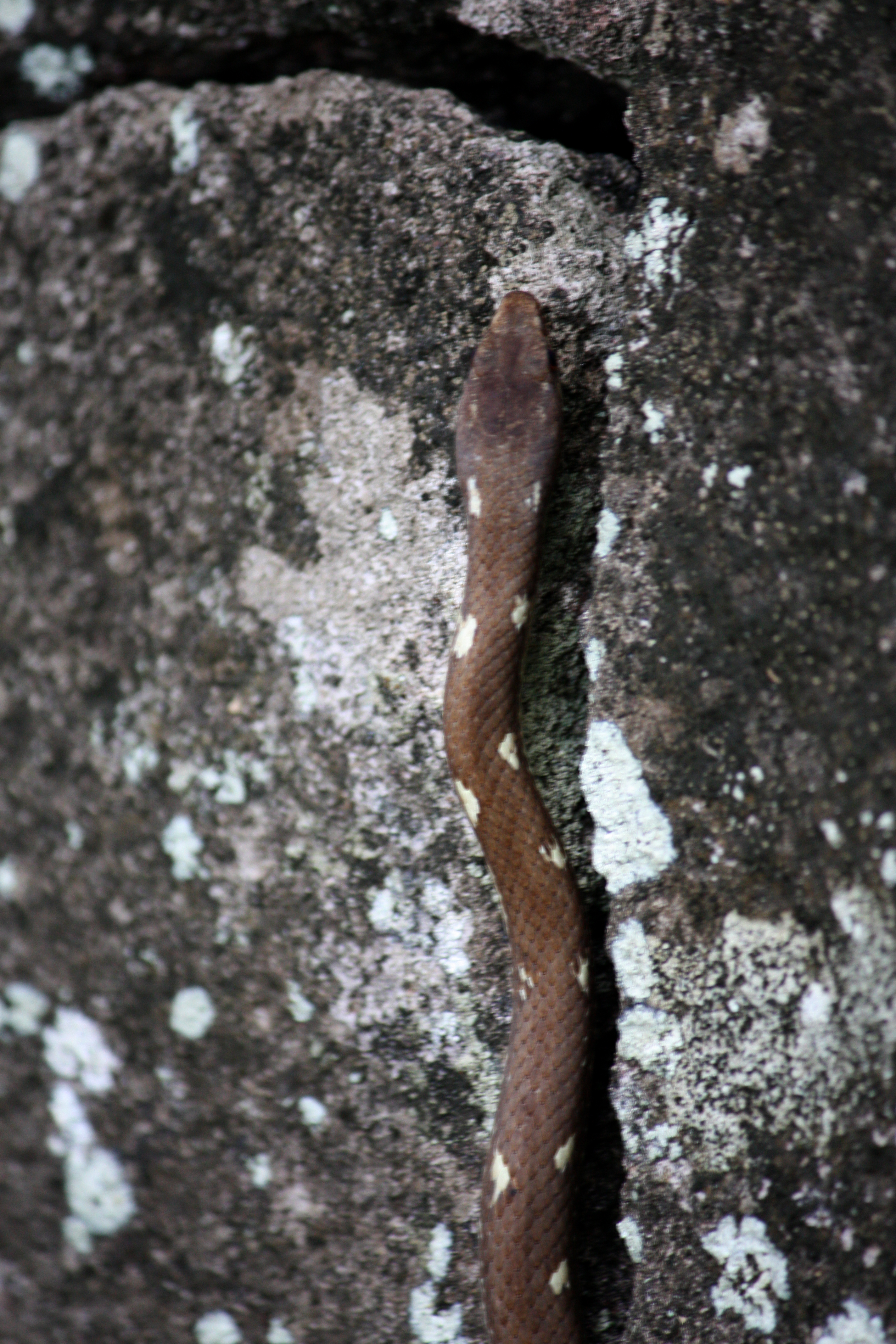